# Mering
Mering est une commune de Bavière (Allemagne) de 12 858 habitants, située dans l'arrondissement d'Aichach-Friedberg.
Cette petite ville allemande est jumelée avec une autre petite ville de France du nom d'Ambérieu-en-Bugey, situé dans le département de l'Ain (01). Ville située à 30 minutes de Lyon.

## Jumelages
- Ambérieu-en-Bugey (France) depuis 1973[1]

## Personnalité liée à la commune
- Marie Zettler (1885–1950), femme politique et journaliste